# Gedun Gyaco
Gedun Gyaco Palzangpo vagy Gedun Gyaco (1475. december 31. – 1541. május 23.) a második dalai láma.

## Élete
Gedun Gyaco az ismert, nyingma vonalhoz tartozó tantrikus mester fia volt. A Cang tartományhoz tartozó Tanakban született. Édesanyja, Macsik Kunga Pemo, földművelő családból származott. Szerzetes növendéki esküjét tíz éves korában tette le 1486-ban. Szerzetesi nevét Khodzse Csökji Gyalcentől kapta. Szumpa Khenpo, gelug tudós szerint Gedun Gyaco nyingma tantrikus elméletet is tanult.
Állítólag Palden Lhamo, a Lhamo La-co tó női védőszelleme, az 1. dalai láma egyik látomásában megígérte neki, hogy védelmezni fogja a dalai lámák vonalát. Gedun Gyaco után a szerzetesek meditációjukban ehhez a tóhoz mentek el, hogy tanácsot kérjenek a következő dalai láma reinkarnációjának megtalálásához.
A legenda szerint röviddel azután, hogy megtanult beszélni, azt mondta a szüleinek, hogy az ő neve Pema Dordzse, ami az 1. dalai láma születési neve volt. Állítólag 4 éves korában azt hangoztatta, hogy a Tasilhumpo kolostorban kíván élni, hogy a szerzeteseivel lehessen. Az előző dalai láma inkarnációját kereső szerzetesek 17 éves korában találkoztak vele; Gedun Gyaco a szerzeteseknek azt mondta, hogy már várt rájuk.
Híres bölcs volt, misztikus költeményeket szerzett, és sok helyre elutazott, hogy kiterjessze a gelug iskola befolyást. A legnagyobb gelukpa kolostor, a Drepung apátja lett, amelynek neve ettől az időtől kezdve szorosan egybefonódott a dalai lámákkal. Gedun Gyacó hivatalos próba nélkül vitte tovább azt a Mongóliából származó átadási vonalat, amelyet előtte az 1. dalai láma tartott. Az 1. dalai lámához hasonlóan Gedun Gyacó is a halála után kapta meg a dalai láma címet.

### Nyomtatott
- Essence of Refined Gold by the Third Dalai Lama: with related texts by the Second and Seventh Dalai Lamas. (1978) ford: Glenn H. Mullin. Tushita Books, Dharamsala, H.P., India.
- Mullin, Glenn H. (2001). The Fourteen Dalai Lamas: A Sacred Legacy of Reincarnation, pp. 86–129. Clear Light Publishers. Santa Fe, New Mexico. ISBN 1-57416-092-3.
- Mullin, Glenn H. (2005). Second Dalai Lama His Life and Teachings, Snow Lion Publications, ISBN 1-55939-233-9, EAN  9781559392334
- 2nd Dalai Lama. Tantric Yogas of Sister Niguma, Snow Lion Publications, 1st ed. U. edition (May 1985), ISBN 0-937938-28-9 (10), ISBN 978-0-937938-28-7 (13)

### Internetes
- tbrc.org: dge 'dun rgya mtsho